# Joes Brauers
 (janvier 2019).
Si vous disposez d'ouvrages ou d'articles de référence ou si vous connaissez des sites web de qualité traitant du thème abordé ici, merci de compléter l'article en donnant les références utiles à sa vérifiabilité et en les liant à la section « Notes et références ».
Joes Brauers, né le 4 août 1999 à Bocholtz, est un acteur et chanteur néerlandais.

## Filmographie

### Cinéma et téléfilms
- 2011 : Anatole : de Elbe Stevens : Ludo
- 2011 : Cory in the House : Stanley
- 2011 : The Boathouse : Max
- 2012 : De Verboden Zolder de Dick van den Heuvel : Johan
- 2014 : Oorlogsgeheimen (nl) de Dennis Bots : Lambert
- 2015 : Tessa (nl) de Pieter van Rijn et Anne de Clercq : Jasper Blom
- 2015 : Code M de Dennis Bots : Jules
- 2015 : De Boskampi's (nl) de Arne Toonen : Menno
- 2016 : Kappen! (nl) : Chris
- 2016 : A'dam - E.V.A. (nl) de Norbert ter Hall : Floris Franssen
- 2016 : Rundfunk (nl) de Rob Lücker : Leerling
- 2016 : On Y Va de Lucas van der Rhee : Jay
- 2016 : Horizon de Giancarlo Sanchez : Boris
- 2016 : Flynn? de Muck van Empel : Flynn
- 2017 : Anders : Lucas
- 2017 : Flikken Maastricht : Robbie
- 2018 : Fucking Cola : Stef
- 2018 : Voor Galg en Rad : Mathias Ponts
- 2020 : La Voix d'Aïda de Jasmila Žbanić : Boudewijn

## Discographie

### Comédies musicales
- 2008-2009 : Ciske de Rat de Paul Eenens et Joop van den Ende: Jantje Verkerk
- 2010-2012 : Kruimeltje (nl) de Caroline Frerichs et Rick Engelkes : Kruimeltje
- 2012-2013 : Dik Trom de Dick van den Heuvel et Rick Engelkes: Dik Trom